# الدراین
الدراین (به انگلیسی: Eldrine) گروه موسیقی گرجستانی است.
آن ها در مسابقه آواز یوروویژن ۲۰۱۱ نماینده گرجستان بودند.